# ثنائي أمين الإيثيلين
ثنائي أمين الإيثيلين هو مركب عضوي من مجموعة الأمينات الوظيفية، صيغته C2H8N2، ويوجد في الظروف القياسية على هيئة سائل عديم اللون، وله رائحة تشبه الأمونيا.
عندما يدخل هذا المركب على هيئة ربيطة في كيمياء المعقدات التناسقية فغالباً ما يرمز له اختصاراً en.

## التحضير
يحضر هذا المركب من تفاعل 2،1-ثنائي كلورو الإيثان مع الأمونيا تحت الضغط وعند درجات حرارة تقارب 180 °س في وسط مائي.
كما يمكن أن يحضر من تفاعل الإيثانولامين مع الأمونيا أيضاً:

## الخواص
يوجد المركب في الشروط القياسية من الضغط ودرجة الحرارة على هيئة سائل عديم اللون، له رائحة تشبه رائحة الأمونيا، وهو قابل للامتزاج مع الماء.
ينتمي المركب تصنيفياً إلى مجموعة الأمينات الأليفاتية الأولية.

## الاستخدامات
للمركب استخدامات عديدة مثل الصناعات الدوائية وصناعة اللدائن.